# Tricyphona congrua
Tricyphona (Tricyphona) congrua là một loài ruồi trong họ Pediciidae. Chúng phân bố ở vùng sinh thái Australia.